# Valentin von Massow (Generalleutnant)
Valentin von Massow (* 24. März 1793 in Berlin; † 18. Januar 1854 in Steinhöfel) war ein preußischer Generalleutnant.

## Leben

### Herkunft
Er war der älteste von vier Söhnen des preußischen Obermarschalls Valentin von Massow (1752–1817) und dessen Ehefrau Charlotte Auguste, geborene von Blumenthal (1766–1835). Einer seiner Brüder war der spätere Hausminister Ludwig von Massow (1794–1859).

### Militärkarriere
Valentin trat am 1. April 1805 als Estandartenjunker in das Husarenregiment „von Rudorff“ der Preußischen Armee ein. Aufgrund seines Alters nahm er jedoch 1806 nicht am Krieg gegen Frankreich teil. Nach dem Frieden von Tilsit avancierte er Ende Juli 1809 zum Sekondeleutnant und nahm Mitte März 1812 seinen Abschied, um in englische Dienste treten zu können. Massow kämpfte 1812/13 als Kornett in der King’s German Legion gegen die Franzosen und wurde im Oktober 1812 verwundet. Im Juni 1813 kehrte er gemeinsam mit Ulrich von Barner nach Preußen zurück und wurde im 1. Schlesischen Husaren-Regiment angestellt. Massow kämpfte während der Befreiungskriege im Gefecht bei St. Julien, wofür er neben dem Eisernen Kreuz II. Klasse auch mit dem Orden des Heiligen Wladimir IV. Klasse ausgezeichnet wurde. Als Premierleutnant wurde er im August 1814 Adjutant des Generals von Hünerbein. Ende März 1815 folgte seine Versetzung in den Generalstab und man teilte Massow dem Hauptquartier des Fürsten Blücher zu. In dieser Eigenschaft erlebte er die Schlachten bei Ligny und Belle-Alliance.
Nach dem Krieg kam Massow als Kapitän in den Generalstab des Generals von Tauentzien. Vom 20. Januar 1816 bis zum 24. Februar 1819 war er zu Generalmajor von Müffling kommandiert. Massow wurde während dieser Zeit in den Johanniterorden aufgenommen sowie im Februar 1819 mit dem Bath-Orden ausgezeichnet. Anschließend erfolgte seine Ernennung zum Flügeladjutanten von König Friedrich Wilhelm III. In dieser Eigenschaft erhielt Massow im April 1819 das Kreuz der Ehrenlegion und avancierte bis Ende März 1834 zum Oberst. Unter Belassung in seiner Stellung als Flügeladjutant wurde er am 10. September 1840 zum Generalmajor à la suite befördert. Mit der gesetzlichen Pension und unter Verleihung des Sterns zum Roten Adlerorden II. Klasse mit Eichenlaub wurde Massow schließlich am 15. März 1843 in den Ruhestand versetzt.
Er zog sich daraufhin auf sein Gut in Steinhöfel zurück. Am 15. Oktober 1852 verlieh ihm der König den Charakter als Generalleutnant und beauftragte ihn am 26. Oktober 1852 gemeinsam mit den Generalen von Nostitz und von Scharnhorst an den Beisetzungsfeierlichkeiten des Herzogs von Wellingtons in London teilzunehmen.
Eineinhalb Jahre später starb Valentin von Massow nach kurzer Krankheit. Sein Grab (A 129) befindet sich neben der Dorfkirche von Steinhöfel.